# 태화산 (공주)
태화산(泰華山)은 대한민국의 충청남도 공주시 사곡면, 신풍면, 유구읍에 걸쳐 있는 산이다. 높이는 416m. 산중턱에 있는 상원폭포와 마곡사가 유명하다.